# Tarefa de Condução Dinâmica (DDT)
A Tarefa de Condução Dinâmica (do inglês: Dynamic Driving Task, DDT) é um termo técnico que define o conjunto de ações operacionais e táticas em tempo real necessárias para operar um veículo em trânsito. Isto inclui três componentes principais: o controle de direção (lateral), a aceleração e a frenagem (longitudinal) e o monitoramento do ambiente de condução, conhecido como Detecção e Resposta a Objetos e Eventos (OEDR).

O conceito é fundamental para a classificação dos níveis de automação da SAE International, uma vez que a responsabilidade pela execução da DDT é o principal critério que distingue um nível do outro. A DDT exclui as funções estratégicas da condução, como a escolha do destino ou a definição de pontos de passagem, que não são consideradas parte da tarefa de dirigir em si.